# Cherelle Parker
Cherelle Lesley Parker (Philadelphia, 10 september 1972) is een Amerikaanse politicus van de Democratische Partij en is sinds 1 januari 2024 de 100ste burgemeester van Philadelphia. Ze is de eerste vrouwelijke burgemeester van de stad.

## Biografie
Cherelle Parker was het kind van een tienermoeder uit de wijk Mount Airy. Toen ze elf was overleed haar moeder en werd ze door haar grootouders opgevoed. Ze studeerde aan Lincoln University en behaalde aldaar in 1994 haar bachelor docent Engels. Vervolgens verkreeg ze haar masterdiploma aan de Universiteit van Pennsylvania. Voor een korte periode werkte Parker als docent Engels op een school in Pleasantville (New Jersey). Ze keerde terug naar Philadelphia om voor het gemeenteraadslid Marian Tasco te werken.
Toen Tasco in 2015 besloot om zich niet opnieuw verkiesbaar te stellen, besloot Parker om zelf deel te nemen aan de verkiezing om haar voormalige baas op te volgen. Ze werd verkozen en hielp in 2019 bij de oprichting van het "Philly First Home"-programma, dat financiële steun verleende aan beginnende huiseigenaren.
In de verkiezingen voor het ambt van burgemeester versloeg ze de republikeinse kandidaat David Oh met 74 procent van de stemmen. Op 2 januari 2024 werd ze ingezworen als nieuwe burgemeester. In deze functie volgde ze Jim Kenney op die na twee termijnen niet opnieuw verkiesbaar was.